# 阿列斯·默特爾杰
阿列斯·默特爾杰（1987年3月22日—）是一位斯洛文尼亞足球運動員，在場上的位置是中場。他現在效力於斯洛文尼亞足球超級聯賽球隊馬里波爾足球俱樂部。他也代表斯洛文尼亞國家足球隊參賽。